# Filmografia Krzysztofa Kieślowskiego

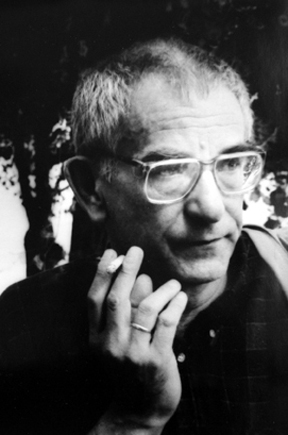
Krzysztof Kieślowski

Filmografia Krzysztofa Kieślowskiego (ur. 27 czerwca 1941 w Warszawie, zm. 13 marca 1996 tamże) – polskiego reżysera i scenarzysty filmowego.

## Filmografia

### Filmy dokumentalne
| Rok  | Film                               | Operator                                                    | Montażysta                                                        | Uwagi                                                |
| ---- | ---------------------------------- | ----------------------------------------------------------- | ----------------------------------------------------------------- | ---------------------------------------------------- |
| 1966 | Urząd                              | Lechosław Trzęsowski                                        | Janina Grosicka                                                   | Etiuda dokumentalna.                                 |
| 1968 | Zdjęcie                            | Marek Jóźwiek                                               | Niusia Ciucka                                                     | Dokument telewizyjny.                                |
| 1969 | Z miasta Łodzi                     | Janusz Kreczmański, Piotr Kwiatkowski, Stanisław Niedbalski | Elżbieta Kurkowska, Lidia Zonn                                    | Praca dyplomowa.                                     |
| 1970 | Byłem żołnierzem                   | Stanisław Niedbalski                                        | Elżbieta Kurkowska, Lidia Zonn                                    |                                                      |
| 1970 | Fabryka                            | Stanisław Niedbalski, Jacek Tworek                          | Maria Leszczyńska                                                 |                                                      |
| 1971 | Przed rajdem                       | Piotr Kwiatkowski, Jacek Petrycki                           | Lidia Zonn                                                        |                                                      |
| 1972 | Refren                             | Witold Stok                                                 | Maryla Czołnik                                                    |                                                      |
| 1972 | Robotnicy ’71: nic o nas bez nas   | Witold Stok, Stanisław Mroziuk, Jacek Petrycki              | Lidia Zonn, Maryla Czolnik, Joanna Dorożyńska, Daniela Cieplińska | Ocenzurowany na polecenie władz.                     |
| 1972 | Między Wrocławiem a Zieloną Górą   | Jacek Petrycki                                              | Lidia Zonn                                                        |                                                      |
| 1972 | Podstawy BHP w kopalni miedzi      | Jacek Petrycki                                              | Lidia Zonn                                                        |                                                      |
| 1973 | Murarz                             | Witold Stok                                                 | Lidia Zonn                                                        |                                                      |
| 1974 | Prześwietlenie                     | Jacek Petrycki                                              | Lidia Zonn                                                        |                                                      |
| 1974 | Pierwsza miłość                    | Jacek Petrycki                                              | Lidia Zonn                                                        |                                                      |
| 1975 | Życiorys                           | Jacek Pterycki, Tadeusz Rusinek                             | Lidia Zonn                                                        |                                                      |
| 1975 | Legenda                            | Ryszard Jaworski                                            | Maryla Szymańska                                                  | Telewizyjny film dokumentalny.                       |
| 1976 | Klaps                              | Sławomir Idziak                                             |                                                                   | Impresja dokumentalna z planu filmu Blizna.          |
| 1977 | Szpital                            | Jacek Petrycki                                              | Lidia Zonn                                                        |                                                      |
| 1977 | Z punktu widzenia nocnego portiera | Witold Stok                                                 | Lidia Zonn                                                        |                                                      |
| 1977 | Nie wiem                           | Jacek Petrycki                                              | Lidia Zonn                                                        |                                                      |
| 1978 | Siedem kobiet w różnym wieku       | Witold Stok                                                 | Alina Siemińska, Lidia Zonn                                       |                                                      |
| 1980 | Dworzec                            | Witold Stok                                                 | Lidia Zonn                                                        |                                                      |
| 1980 | Gadające głowy                     | Jacek Petrycki, Piotr Kwiatkowski                           | Alina Siemińska                                                   |                                                      |
| 1988 | Siedem dni w tygodniu              | Jacek Petrycki                                              | Dorota Wardęszkiewicz                                             | Część holenderskiej serii dokumentów Życie miejskie. |

### Filmy fabularne
| Rok  | Film                    | Scenarzysta                                | Operator | Montażysta         | Uwagi                                                              |
| ---- | ----------------------- | ------------------------------------------ | --- | ------------------ | ------------------------------------------------------------------ |
| 1966 | Tramwaj                 | Krzysztof Kieślowski                       | Zdzisław Kaczmarek |                    | Etiuda fabularna.                                                  |
| 1967 | Koncert życzeń          | Krzysztof Kieślowski                       | Zdzisław Kaczmarek | Janina Grosicka    | Etiuda fabularna.                                                  |
| 1973 | Przejście podziemne     | Ireneusz Iredyński, Krzysztof Kieślowski   | Sławomir Idziak |                    | Pierwszy półgodzinny film fabularny Kieślowskiego.                 |
| 1975 | Personel                | Krzysztof Kieślowski                       | Witold Stok | Lidia Zonn         | Pełnometrażowy debiut Kieślowskiego, premiera w telewizji.         |
| 1976 | Blizna                  | Krzysztof Kieślowski                       | Sławomir Idziak | Krystyna Górnicka  | Kinowy debiut Kieślowskiego.                                       |
| 1976 | Spokój                  | Krzysztof Kieślowski                       | Jacek Petrycki | Maryla Szymańska   | Premiera odbyła się w 1981 roku (5 lat zakazu rozpowszechniania).  |
| 1979 | Amator                  | Krzysztof Kieślowski                       | Jacek Petrycki | Krzysztof Knittel  |                                                                    |
| 1981 | Krótki dzień pracy      | Hanna Krall, Krzysztof Kieślowski          | Krzysztof Pakulski | Elżbieta Kurkowska | Adaptacja reportażu Hanny Krall Widok z okna na pierwszym piętrze. |
| 1981 | Przypadek               | Krzysztof Kieślowski                       | Krzysztof Pakulski | Elżbieta Kurkowska | Premiera odbyła się w 1987 roku (6 lat zakazu rozpowszechniania).  |
| 1984 | Bez końca               | Krzysztof Kieślowski, Krzysztof Piesiewicz | Jacek Petrycki | Krystyna Rutkowska |                                                                    |
| 1987 | Krótki film o zabijaniu | Krzysztof Kieślowski, Krzysztof Piesiewicz | Sławomir Idziak | Ewa Smal           | Kinowa wersja filmu Dekalog, pięć.                                 |
| 1988 | Krótki film o miłości   | Krzysztof Kieślowski, Krzysztof Piesiewicz | Witold Adamek | Ewa Smal           | Kinowa wersja filmu Dekalog, sześć.                                |
| 1988 | Dekalog                 | Krzysztof Kieślowski, Krzysztof Piesiewicz | Wiesław Zdort, Edward Kłosiński, Piotr Sobociński, Krzysztof Pakulski, Sławomir Idziak, Witold Adamek, Dariusz Kuc, Andrzej Jaroszewicz, Jacek Bławut | Ewa Smal           | Cykl 10 filmów telewizyjnych.                                      |
| 1991 | Podwójne życie Weroniki | Krzysztof Kieślowski, Krzysztof Piesiewicz | Sławomir Idziak | Jacques Witta      | Koprodukcja polsko-francusko-norweska.                             |
| 1993 | Trzy kolory. Niebieski  | Krzysztof Kieślowski, Krzysztof Piesiewicz | Sławomir Idziak | Jacques Witta      | Pierwsza część trylogii Trzy kolory.                               |
| 1993 | Trzy kolory. Biały      | Krzysztof Kieślowski, Krzysztof Piesiewicz | Edward Kłosiński | Urszula Lesiak     | Druga część trylogii Trzy kolory.                                  |
| 1994 | Trzy kolory. Czerwony   | Krzysztof Kieślowski, Krzysztof Piesiewicz | Piotr Sobociński | Jacques Witta      | Trzecia część trylogii Trzy kolory.                                |

### Filmy o Krzysztofie Kieślowskim
| Rok  | Film                                        | Uwagi                        |
| ---- | ------------------------------------------- | ---------------------------- |
| 1989 | Z rzeczywistości                            | reż. Grażyna Banaszkiewicz   |
| 1993 | Krzysztof Kieślowski. „Trzy kolory”         | reż. Natalia Koryncka-Gruz   |
| 1994 | Kieślowski spotyka Wendersa                 | reż. Natalia Koryncka-Gruz   |
| 1995 | Krzysztof Kieślowski: I’m so-so...          | reż. Krzysztof Wierzbicki    |
| 1996 | Krótki film o Krzysztofie Kieślowskim       | reż. Natalia Koryncka-Gruz   |
| 1999 | Kieślowski i jego amator                    | reż. Krzysztof Wierzbicki    |
| 2001 | Krzysiek Kieślowski                         | reż. Wojciech Malinowski     |
| 2005 | Still alive. Film o Krzysztofie Kieślowskim | reż. Maria Zmarz-Koczanowicz |
| 2005 | Mój Kieślowski                              | reż. Irina Wołkowa           |